# 百慕達證券交易所
百慕達證券交易所（縮寫：BSX）成立於1971年，是目前世界最大的證券電子離岸交易市場。以目前市值（不含互惠基金）約3000億美元及有400隻股票於交易所上市，但當中300隻是境外投資基金及其他種類。除此還專門從事外匯交易和資本市場工具，如股票、債券、互惠基金、對沖基金及預托證券。
百慕達證券交易所根據澳洲的外國投資基金税收細則獲得核准証券交易所地位及於2005年9月1日獲得英國金融服務管理局有效的投資外匯指定地位。

## 外部連結
- 百慕達證券交易所主頁 （页面存档备份，存于）